# 7363 Esquibel
7363 Esquibel eller 1996 FA1 är en asteroid i huvudbältet som upptäcktes den 18 mars 1996 av NEAT vid Haleakalā-observatoriet. Den är uppkallad efter Albert Esquibel.
Asteroiden har en diameter på ungefär 5 kilometer och den tillhör asteroidgruppen Gefion.